# Cole Porter
Cole Albert Porter, född 9 juni 1891 i Peru, Indiana, död 15 oktober 1964 i Santa Monica, Los Angeles, Kalifornien, var en amerikansk kompositör.
Bland Porters musikaler finns Gay Divorce med den kända melodin "Night and Day" (filmatiserad med titeln The Gay Divorcee 1934) 
och Kiss Me, Kate (1948, filmatiserad 1953). 
Bland hans många kända melodier kan nämnas Night and Day, It's De-Lovely, You're the Top, I Get a Kick Out of You, What Is This Thing Called Love?, Let's Misbehave, Let's Do It (Let's Fall In Love), Begin the Beguine, In the Still of the Night, Just One of Those Things, Love for Sale, I Love Paris, (Anything Goes), So In Love, True Love och Brush Up Your Shakespeare. Han skrev en del låtar direkt för filmer, till exempel Be a Clown till Gene Kelly-filmen Piraten och Farewell, Amanda till George Cukors Adams revben.
Cole Porters liv skildras i Michael Curtiz Night and Day från 1946, där han spelas av Cary Grant, och i Irwin Winklers De-Lovely, från 2004, där Kevin Kline gör rollen som Porter. 
1917 flyttade Porter till en lyxlägenhet i Paris, där han hade överdådiga, extravaganta och skandalösa fester, med homosexuell och bisexuell aktivitet, italiensk adel, cross-dressing, internationella musiker och mycket droger. År 1918 träffade han Linda Lee Thomas. Paret delade ömsesidiga intressen, inklusive kärlek till resor, och hon blev Portiers förtroliga och följeslagare. Paret gifte sig året därpå. Hon kände till Porters homosexualitet, men det var ömsesidigt fördelaktigt för dem att gifta sig.